# Недогарська волость
Недогарська волость — адміністративно-територіальна одиниця Кременчуцького повіту Полтавської губернії з центром у селі Недогарки.
Станом на 1885 рік складалася з 19 поселень, 17 сільських громад. Населення — 5895 осіб (2825 чоловічої статі та 3070 — жіночої), 874 дворових господарств.
|                     | Площа, десятин | У тому числі орної, десятин |
| ------------------- | -------------- | --------------------------- |
| Сільських громад    | 5410           | 4617                        |
| Приватної власності | 5063           | 3144                        |
| Іншої власності     | 42             | 23                          |
| Загалом             | 10515          | 7784                        |

Основні поселення волості на 1885:
- Недогарки — колишнє державне та власницьке село при річці Недогарці за 18 верст від повітового міста, 1900 осіб, 310 дворів, православна церква, школа, 3 постоялих будинки, лавка, 21 вітряний млин. За 8 версти — цегельний завод.
- Власівка — колишнє державне містечко при річці Іорданці, 1690 осіб, 232 дворів, 2 православні церкви, 2 постоялих будинки, 14 водяних і 12 вітряних млинів, 3 маслобіних заводи.

Старшинами волості були:
- 1900—1904 роках Каленик Ілліч Шевченко[2],[3];
- 1913 року Сільвестр Васильович Дерев'янко[4];
- 1915 року Юхим Євмінович Варакута[5].